# Litoral (Bolívia)
Litoral é uma província da Bolívia localizada no departamento de Oruro, sua capital é a cidade de Huachacalla.